# لويس هاين
لويس هاين (بالإنجليزية: Lewis Hine) (و. 1874 – 1940 م) هو اجتماعي، ومصور، وفنان من الولايات المتحدة الأمريكية ولد في أوشكوش.

## التعليم
تعلم في جامعة كولومبيا، وجامعة نيويورك، وجامعة شيكاغو.

## معرض صور

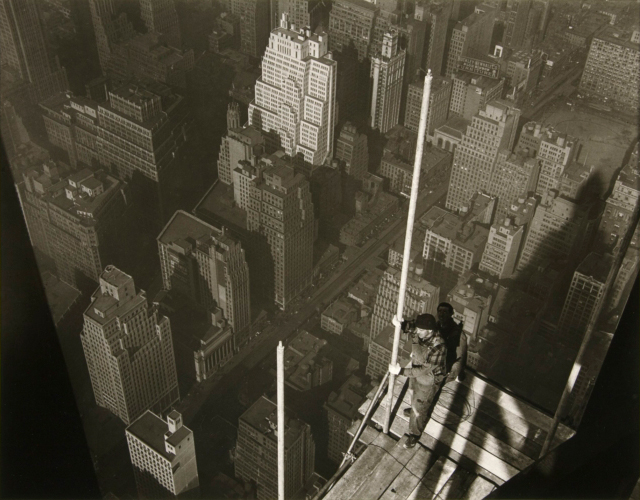
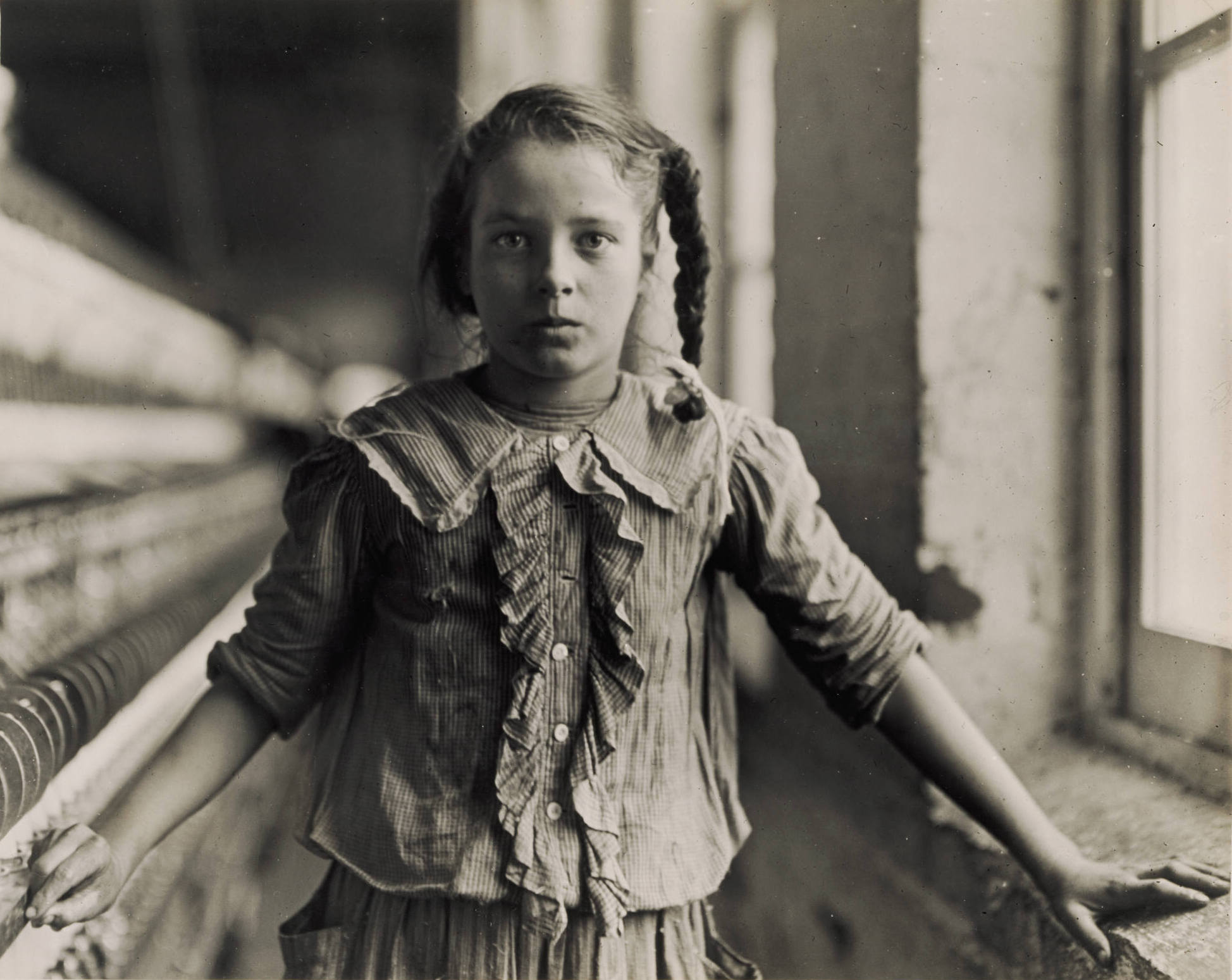
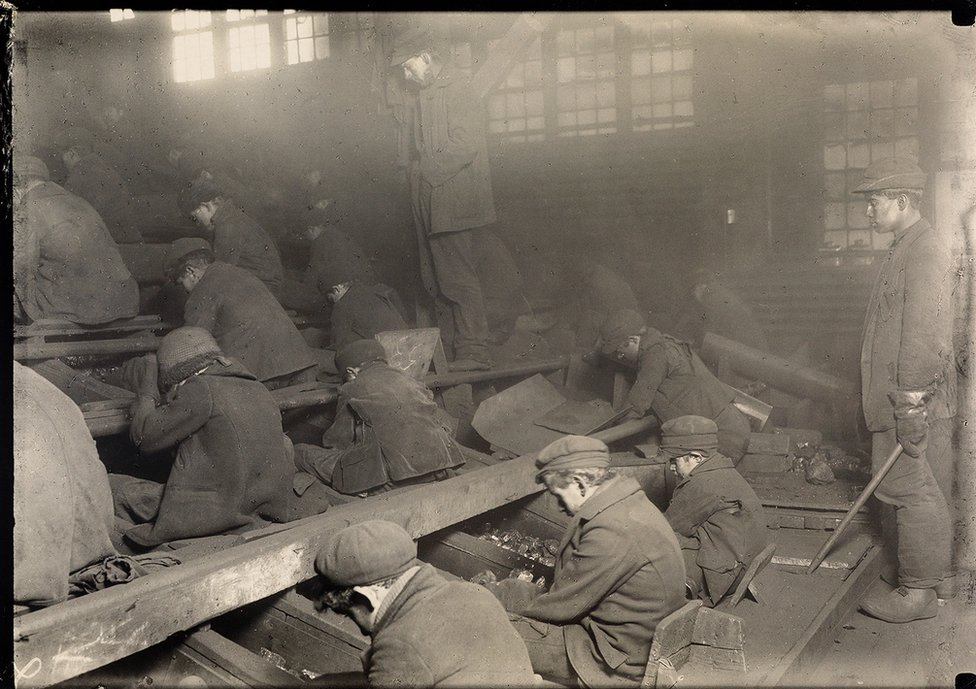
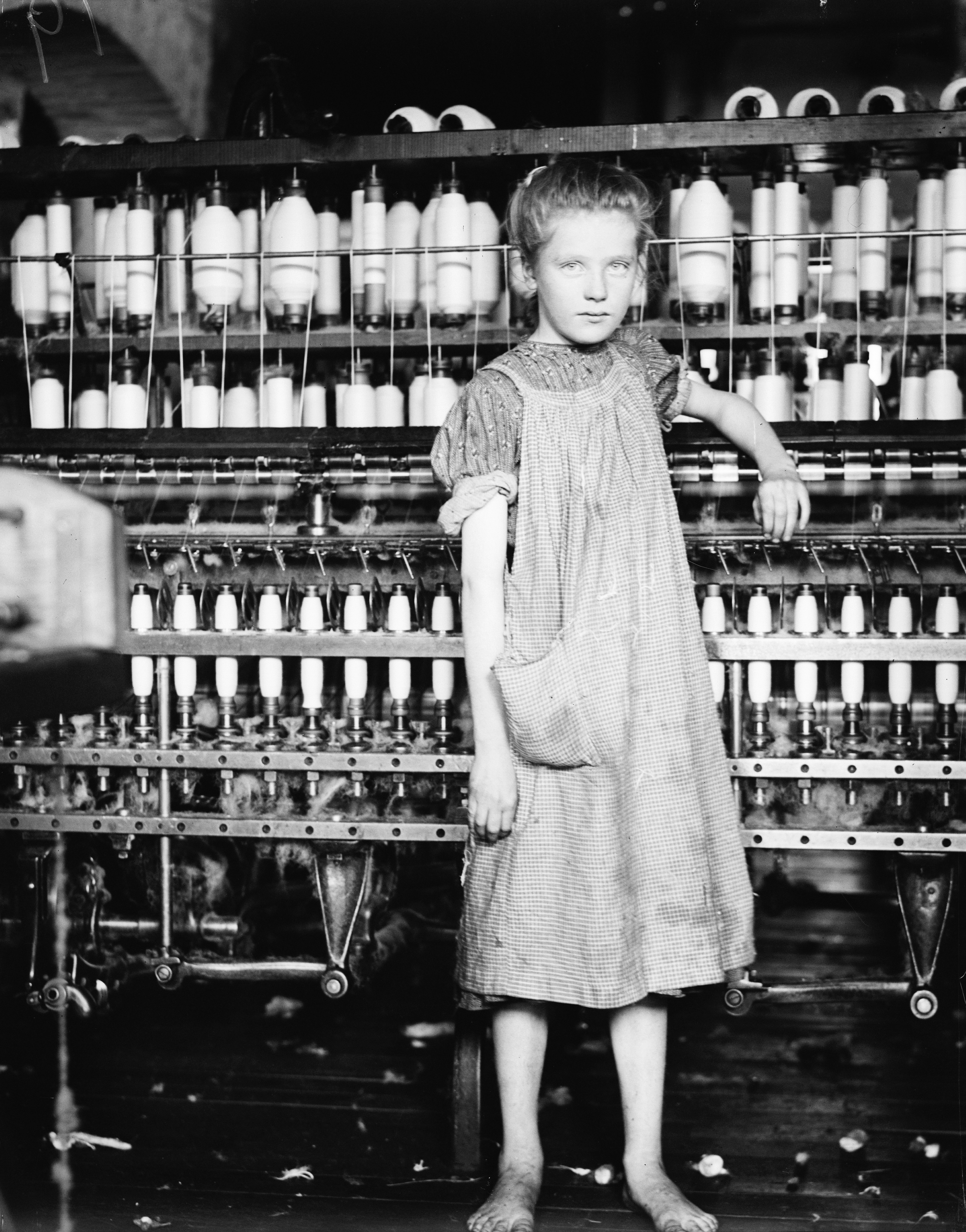
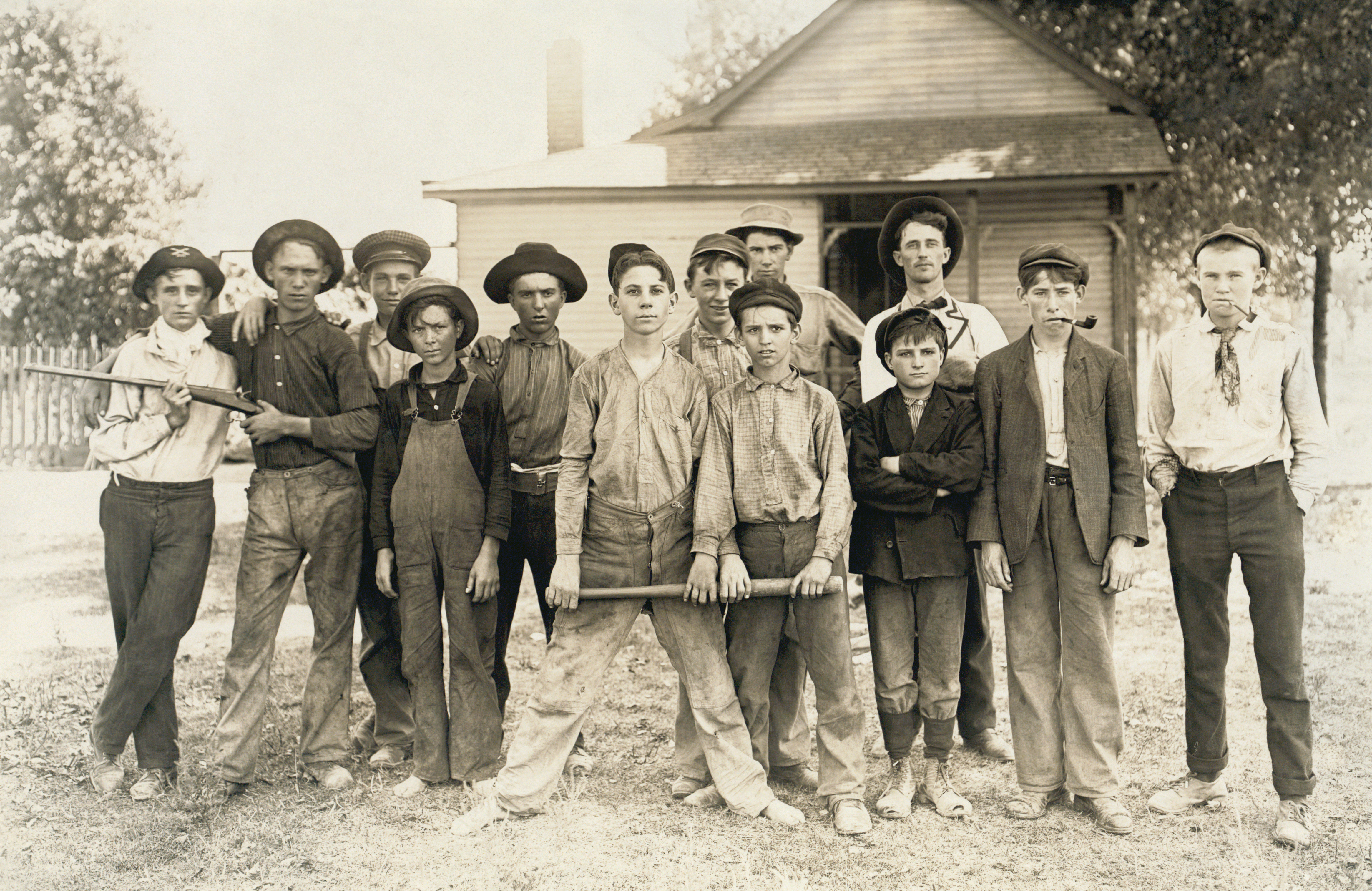

## روابط خارجية
- لويس هاين على موقع الموسوعة البريطانية (الإنجليزية)
- لويس هاين على موقع ديسكوغز (الإنجليزية)